# Йозеф (герцог Саксен-Альтенбурзький)
Йозеф Саксен-Альтенбурзький (нім. Joseph von Sachsen-Altenburg), при народженні Йозеф Саксен-Гільдбурггаузенський (нім. Joseph von Sachsen-Hildburghausen), повне ім'я Йозеф Георг Фрідріх Ернст Карл Саксен-Альтенбурзький (нім. Joseph Georg Friedrich Ernst Karl von Sachsen-Altenburg), 27 серпня 1789 — 25 листопада 1868) — герцог Саксен-Альтенбургу у 1834—1848 роках, син попереднього герцога Саксен-Альтенбургу Фрідріха та принцеси Мекленбург-Штреліцької Шарлотти. Учасник Наполеонівських воєн. Генерал від інфантерії прусської армії, генерал-майор саксонської армії. Кавалер кількох орденів. Масон.
Був відомий як консервативний правитель. Зрікся престолу в ході революції 1848 року на користь брата Георга. 

## Біографія
З'явився на світ 27 серпня 1789 року у Гільдбурггаузені як спадкоємний принц. Був четвертою дитиною та другим сином в родині герцога Саксен-Гільдбурггаузена Фрідріха та його дружини Шарлотти Георгіни. Мав старшу сестру Шарлотту. Інші діти померли немовлятами до його народження. Появу спадкоємця вітали гарматними залпами, також з цього приводу була викарбувана пам'ятна монета.
Сімейство згодом поповнилося вісьмома молодшими дітьми. Дорослого віку з них досягли доньки Тереза та Луїза й сини Георг, Фрідріх та Едуард. Мешкала родина у замку Гільдбурггаузен.
Вихователем Йозефа був придворний адвокат Фрідріх Август Шелер. Також принц традиційно опанував ремесло столяра. На прохання матері, у 1806 році почав навчання у Ерлангенському університеті.
9 січня 1814 року вступив добровольцем до прусського війська в офіцерському чині та був прикомандирований до генерал-лейтенанта Фрідріха фон Клейста. Разом зі своїм братом Георгом брав участь у 1814 році у визвольній війні проти Франції. Пішов з дійсної служби 19 серпня 1816 року у званні майора гвардійського уланського полку. За кілька місяців одружився.
У 27 років одружився із 17-річною принцесою Амелією Вюртемберзькою, кузиною правлячого короля Вільгельма I. Весілля пройшло  24 квітня 1817 у Кірхгіймі-на-Теці. У пари народилося шість доньок.
У 1825 році помер бездітним останній герцог Саксен-Гота-Альтенбурга Фрідріх IV. Наступного року була проведена реорганізація ернестинських герцогств, і Саксен-Гільдбурггаузен став частиною Саксен-Майнінгену та Саксен-Кобург-Заальфельду. Фрідріх Саксен-Гільдбурггаузенський став правителем відтвореного герцогства Саксен-Альтенбург. Фактично, він збільшив свої володіння більш, ніж вдвічі. 
Від 1830 року Йозеф був співправителем батька. Із родиною він оселився в Альтенбурзькому замку, який перебував у стані відновлення. Там же народилося двоє його молодших дітей. Літні місяці та осінній сезон полювання сімейство проводило у Старому замку Гуммельсгайну.
29 вересня 1834 року став правлячим герцогом Саксен-Альтенбургу. Відомий як консервативний правитель. За часів його правління засідання ландтагу не були публічними, продовжували існувати гільдії, які гальмували розвиток промисловості та торгівлі. Державним міністром протягом усього часу був Йоганн Генріх Едлер фон Браун.

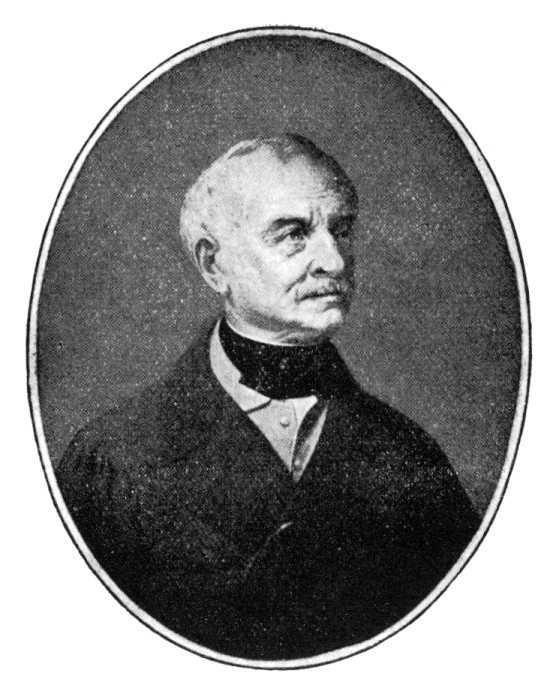
Йозеф у похилому віці

Розвивалися культура та мистецтво. У 1837 році населення Альтенбургу становило близько 13 700 осіб. У 1839 році французький замковий парк був перетворений на англійський ландшафтний сад. У 1841 — зведена нова князівська усипальня на цвинтарі Альтенбургу.
Навесні 1848 року, під час революції, у герцогстві виник сильний демократичний рух. Герцог погодився на введення прямого загального голосування для виборів в ландтаг, скасування цензури, запровадження суду присяжних, приведення армії до присяги на вірність конституції. Однак, зволікав зі скликанням нового ландтагу і навіть заарештував 18 червня вождів демократичної партії. Відбулося повстання, в Альтенбурзі були збудовані барикади. Йозеф звернувся за допомогою до Саксонії, але раніше, ніж прибули саксонські війська, пішов на поступки: заарештовані були звільнені, дана загальна амністія, скликаний новий ландтаг і сформовано міністерство з республіканцем Круцігером на чолі. Першим заходом ландтагу була ассигнування 15 000 талерів на громадські роботи для маси безробітних.
У жовтні за рішенням Німецького союзу до герцогства увійшли війська Пруссії, Саксонії та Ганноверу. У листопаді Йосип дав відставку Круцігеру, призначив на його місце реакціонера графа Бейста, після чого зрікся корони на користь свого брата Георга.
У листопаді 1849 року очолив 19-й піхотний полк. 31 травня 1859 року отримав чин генерала від інфантерії. Також був генерал-майором саксонської армії. 
Надалі вів життя приватної особи. Підтримував художні та наукові проекти. Мешкав у мисливському замку Фрьоліхе-Відеркунфт у Вольферсдорфі, відновленому за його дорученням.У 1859 році його зять  Георг V придбав для нього також замок у Ганновері. До кінця життя герцога із ним жила донька Тереза, яка залишилась неодруженою.
Помер 25 листопада 1868 року в Альтенбурзі за часів правління свого небожа Ернста. Похований на міському цвинтарі Альтенбургу.

## Родина

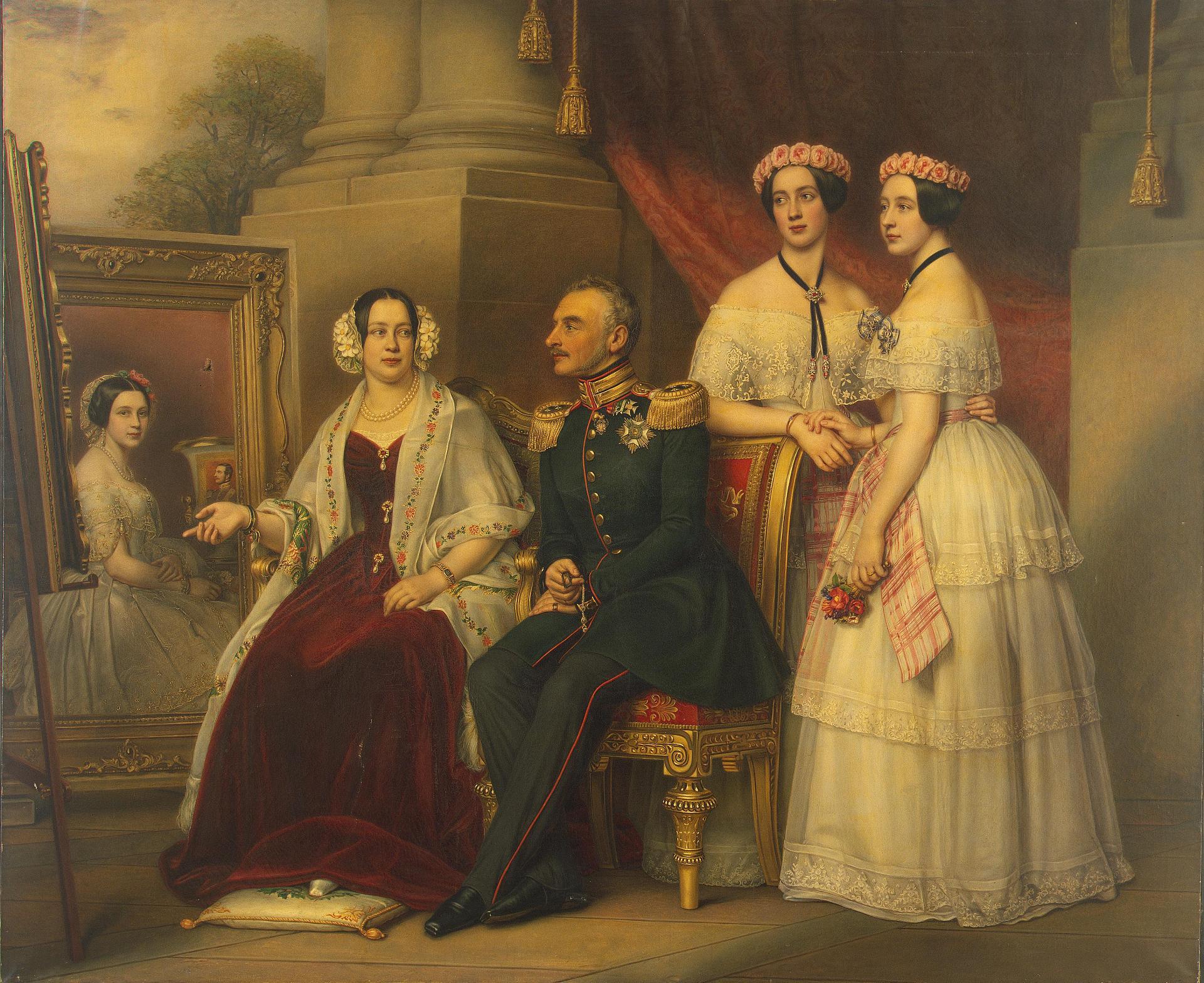
Йозеф із дружиною та доньками

Дружина — Амелія Вюртемберзька
Діти:
- Марія (1818—1907) — дружина короля Ганноверу Георга V, мала трьох дітей;
- Пауліна (1819—1925) прожила 5 років;
- Тереза (1823—1915) мала багато пропозицій, однак залишилась неодруженою, доглядала батьків;
- Єлизавета (1826—1896) — дружина великого герцога Ольденбурзького Петра II, мала із ним двох синів;
- Александра (1830—1911) — дружина великого князя Російської імперії Костянтина Миколайовича, мала із ним шестеро дітей;
- Луїза (1832—1833) прожила 1 рік.

## Нагороди

### Велике герцогство Баденське
- Орден Вірності (Баден) (1832)
- Орден Церінгенського лева, великий хрест (1832)

### Російська імперія
- Орден Андрія Первозванного (18 березня 1847)
- Орден Святого Олександра Невського
- Орден Білого орла
- Орден Святої Анни 1-го ступеня

### Прусське королівство
- Орден Чорного орла (листопад 1849)
- Князівський орден дому Гогенцоллернів, почесний хрест 1-го класу

### Інші країни
- Орден Святого Губерта (Баварське королівство; 1810)
- Орден Вюртемберзької корони, великий хрест (1825)
- Орден Рутової корони (Саксонське королівство; 1832)
- Орден дому Саксен-Ернестіне
  - великий хрест (грудень 1833)
  - великий магістр (29 вересня 1834)
- Орден Білого Сокола, великий хрест (Велике герцогство Саксен-Веймар-Айзенаське; 10 жовтня 1834)
- Орден Леопольда I, велика стрічка (Бельгія; 30 листопада 1840)
- Орден Альберта Ведмедя, великий хрест (Ангальтське герцогство; 24 березня 1843)
- Орден Святого Георгія (Ганновер) (1843)
- Орден Заслуг герцога Петра-Фрідріха-Людвіга, великий хрест із золотою короною (Велике герцогство Ольденбурзьке; 29 травня 1847)
- Орден Спасителя, великий хрест (Грецьке королівство)